# Бели Американци
| Мање од 50% 50% - 60% 60% - 70% | 70% - 80% 80% - 90% Више од 90% |

Бели Американци су категорија грађана САД који, према дефиницији Америчког пописног бироа, „потичу од било којих првобитних народа Европе, Блиског истока или северне Африке. У ту групу спадају људи који су се изјаснили као белци или написали уносе као што су Ирац, Немац, Италијан, Либанац, Блискоисточанин, Арапин или Пољак.“ Као и све званичне америчке расне категорије, Бели Американци имају подгрупе „не-Хиспаноамериканци или не-Латиноамериканци“ и „Хиспаноамериканци и Латиноамериканци“, а ову потоњу групу у највећем броју чине бели Мексиканци или Кубанци. Израз „кавкасци“ се често наизменично употребљава са изразом „белац“, мада та два израза технички нису синоними.
Немци (16,5%), Ирци (11,9%), Енглези (9,0%), Италијани (5,8%), Французи (4%), Пољаци (3%), Шкоти (1,9%), Холанђани (1,6%), Норвежани (1,5%) и Швеђани (1,4%) су десет највећих група Белих Американаца. Белци су представљају већину становништва, са укупно 223.553.265 или 72,4% укупне популације према попису становништва из 2010.

## Референци
1. 1 2  2010 United States Census statistics